# Henry Pinckney McCain
Pour les articles homonymes, voir McCain.
Henry Pinckney McCain (23 janvier 1861 - 25 juillet 1941) est un un officier de l'Armée de terre américaine (US Army) qui a occupé le poste d'adjudant-général de l'armée américaine de 1914 à 1918.

## Biographie

### Jeunesse
McCain est né dans le comté de Carroll, dans le Mississippi, le 23 janvier 1861, fils de M. et Mme W. A. McCain. Il entre à l'Académie militaire des États-Unis (United States Military Academy  - USMA) de West Point, dans l'État de New York, et en sort diplômé en juin 1885. Parmi ses camarades de classe figurent plusieurs officiers qui deviendront de futurs officiers généraux, tels que Beaumont B. Buck, Joseph E. Kuhn, Robert Lee Bullard, Robert Michie, George W. Burr, John D. Barrette, John M. Carson Jr., Robert A. Brown, Charles H. Muir, William F. Martin, Daniel B. Devore et Willard A. Holbrook. Après avoir obtenu son diplôme, il est nommé sous-lieutenant (second lieutenant) dans le 3e régiment d'infanterie (The Old Guard) (3rd U.S. Infantry Regiment (The Old Guard)) à Fort Shaw, dans le Montana.

### Carrière militaire
De mars 1889 à août 1891, il est professeur de science militaire et de tactique à l'université d'État de Louisiane (Louisiana State University). Il est promu premier lieutenant dans la 21e infanterie en février 1892, et transféré à la 14e infanterie en mars, servant dans le département de la Colombie (Department of the Columbia),.
Il est stationné en Alaska lorsque la guerre hispano-américaine éclate en avril 1898. McCain embarque avec son régiment pour les Philippines en mai et assiste à la bataille de Manille. Il occupe le poste d'adjudant-général adjoint par intérim pour les forces américaines aux Philippines, mais doit rentrer aux États-Unis en septembre pour cause de maladie. Il occupe divers postes d'état-major dans le département de la Colombie et est promu capitaine (Captain) en mars 1899,.
major

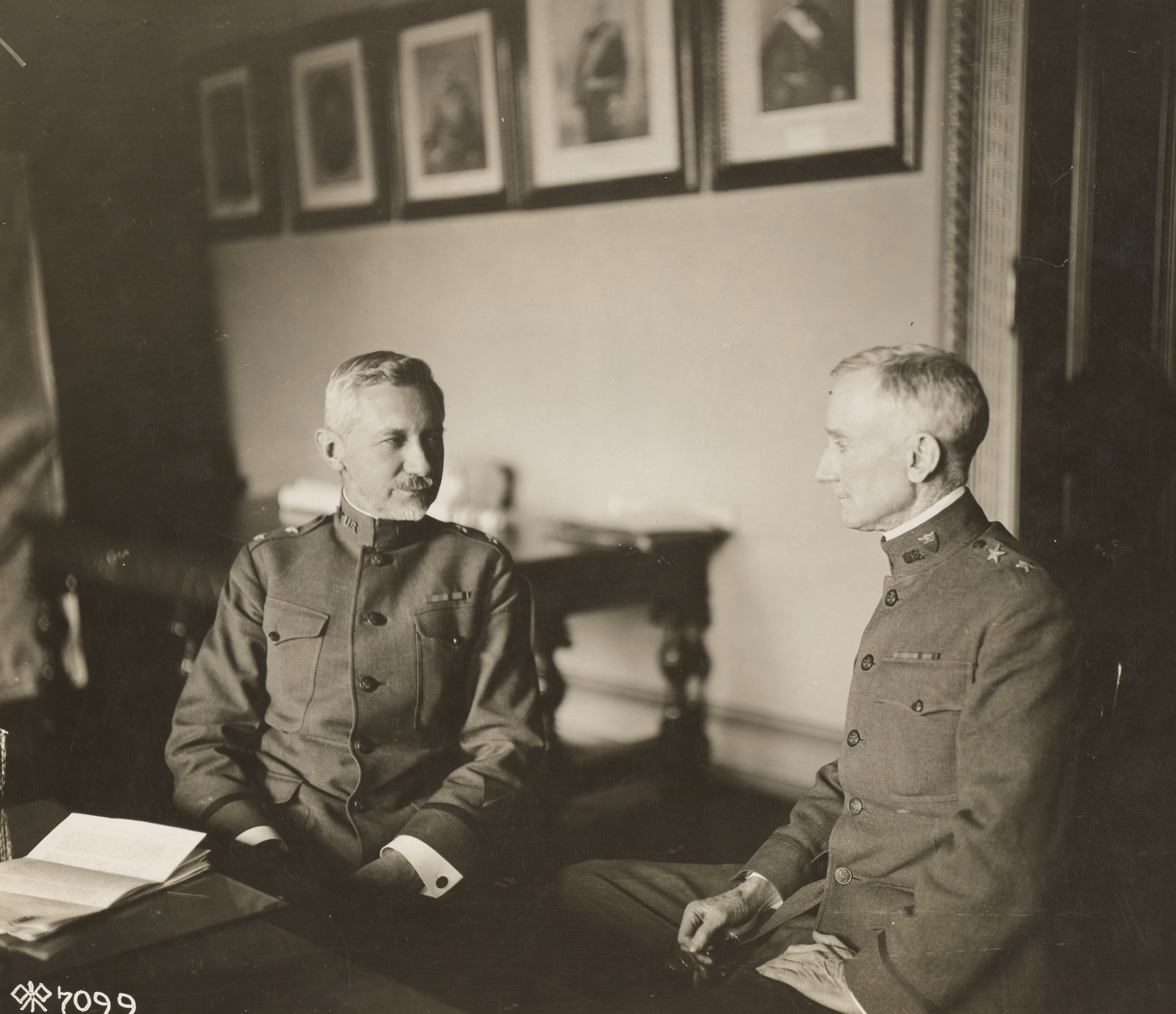
Le major général Peyton C. March, bientôt promu chef d'état-major de l'armée, et le brigadier général Henry P. McCain, le 28 mars 1918.

En novembre 1900, McCain est promu major et transféré au bureau de l'adjudant-général à Washington. Il est à nouveau promu lieutenant-colonel en janvier 1901. En août 1903, il est nommé chef d'état-major du département de Mindanao (Department of Mindanao) aux Philippines. En mars 1904, il retourne aux États-Unis en tant que chef d'état-major de la Southwestern Division. En avril 1904, il est promu colonel et retourne au bureau de l'adjudant-général à Washington, où il reste jusqu'à l'automne 1912,.
Après avoir été adjudant-général de la division des Philippines (Philippines Division) de 1912 à 1914, McCain est promu brigadier général (général de brigade) et élevé au rang d'adjudant-général de l'armée des États-Unis. En octobre 1917, six mois après l'entrée des États-Unis dans la Première Guerre mondiale, il est promu Major général (général de division). En août 1918, il se voit confier le commandement de la 12e division d'infanterie à Camp Devens, dans le Massachusetts, destinée à servir sur le front occidental. Toutefois, l'armistice conclu avec l'Allemagne le 11 novembre 1918 met fin aux hostilités et, par conséquent, la division de McCain est démobilisée en janvier 1919 sans être allée outre-mer. McCain continue de commander Camp Devens jusqu'en juillet 1920.
En juin 1920, McCain reprend son grade permanent de colonel en temps de paix et occupe le poste d'adjudant de la zone du sixième corps (Sixth Corps Area) jusqu'à sa retraite en juillet 1921. Il est gouverneur du United States Soldiers' Home à Washington, de mai 1927 à avril 1936.
Il meurt à Washington le 25 juillet 1941, peu avant l'entrée des États-Unis dans la Seconde Guerre mondiale, et est enterré au cimetière national d'Arlington,,,.

### Décorations
Il a reçu la Army Distinguished Service Medal pour les services qu'il a rendus dans l'administration du département de l'adjudant-général pendant la Première Guerre mondiale :
- - Army Distinguished Service Medal

Le président des États-Unis d'Amérique, autorisé par la loi du Congrès du 9 juillet 1918, a le plaisir de remettre la médaille du service distingué de l'armée au major général Henry Pinckney McCain, de l'armée des États-Unis, pour les services exceptionnellement méritoires et distingués qu'il a rendus au gouvernement des États-Unis, dans le cadre d'une fonction de grande responsabilité pendant la Première Guerre mondiale. En administrant le département de l'adjudant général au début de la guerre, grâce à sa gestion efficace, ce département a pu faire face aux charges excessives qui lui étaient imposées.
Au cours de sa longue carrière militaire, il a également reçu les médailles de service suivantes :
- - Spanish Campaign Medal
- - Philippine Campaign Medal
- - World War I Victory Medal

### Vie privée
Il épouse Emiline DeMoss le 14 novembre 1888.

## Hommages
Le camp McCain, un site de mobilisation de l'US Army situé près de Grenada, dans le Mississippi, a été créé en 1942 et nommé en l'honneur du général McCain. Il a ensuite été utilisé comme centre de formation de la Garde nationale de l'armée du Mississippi (Mississippi Army National Guard).

## Source
- (en) Cet article est partiellement ou en totalité issu de l’article de Wikipédia en anglais intitulé « Henry Pinckney McCain » (voir la liste des auteurs).